# Phragmatobia cinnamomea
Phragmatobia cinnamomea är en fjärilsart som beskrevs av Alfred Ernest Wileman 1911. Phragmatobia cinnamomea ingår i släktet Phragmatobia och familjen björnspinnare. Inga underarter finns listade i Catalogue of Life.